# Mazovia
Mazovia (poloneză Mazowsze) este o regiune istorică și etnografică în partea central-estică a Poloniei.
Este, de asemenea, un voievodat (o regiune administrativă), în Polonia. Frontierele Voievodatului Mazovia, care a fost create în 1998, nu reflectă forma istorică a provinciei. Łomża, care este un oraș din regiunea istorică Mazovia, se află acum în Voievodatul Podlasia, în timp ce atât Radom cât și Siedlce, chiar dacă o parte din Polonia Mică istorică, fac acum parte din Voievodatul Mazovia. Capitala istorică a Mazoviei este orașul Płock , care a fost reședința medievală a primului duce de Mazovia. Diverse capitale ale fostelor ducatele individuale din Mazovia includ, de asemenea, voievodatul Czersk și mai târziu Varșovia.

## Geografie

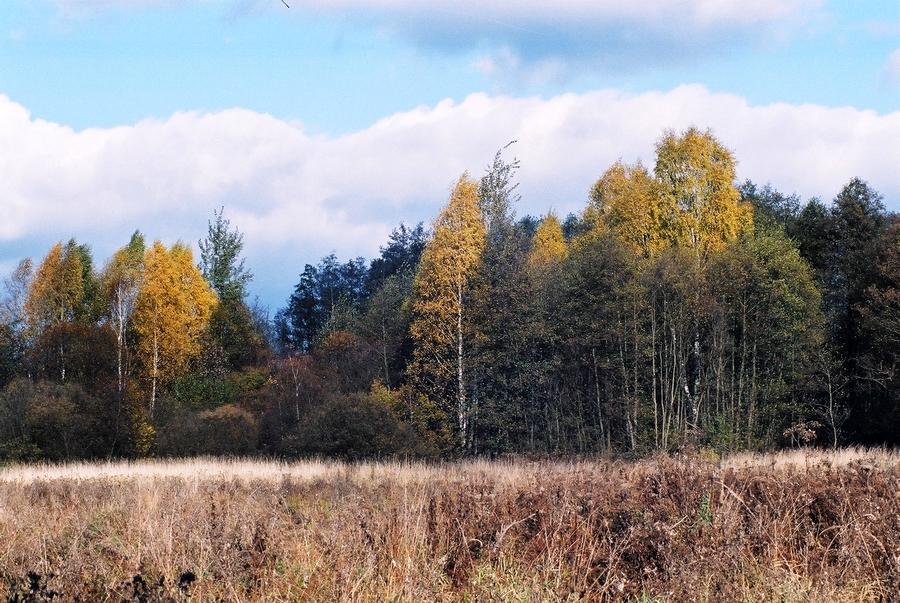
Parcul Național Kampinos

Mazovia este o regiune joasă. La nord este Câmpia Mazoviei, la est Câmpia Podlasiei și la sud Ilza.
Regiunea Mazovia se întinde pe Câmpia Mazoviei pe ambele părți ale râului Vistulei și la confluența acestuia cu râul Narew.
În partea de nord a frontiera Mazoviei în regiunea Mazuria regiune a fostei Prusia, în est este Podlachia, în sud Polonia Mică și Polonia Mare în partea de vest.
În nord-vest, ducatul Cuiavia s-a separat de Mazovia în 1233. Granițele administrative ale voievodatului Mazoviei contemporane nu urmează suprafața istorică și culturală a Mazoviei.
De exemplu, orașul Łomża aparține de Voievodatul Podlasia; Skierniewice aparține de Voievodatul Łódź, în timp ce Radom, care istoric a fost parte din Polonia Mică, este acum parte din Voievodatul Mazovia.
Principalele râuri sunt Vistula (Wisła), Bug, Narew, Pilica și Wkra.
Pădurile (în principal conifere) acoperă o cincime din provincie. Clima este caracterizată prin veri calde și ierni reci. Media anuală a precipitațiilor este de 500–600 mm. Două treimi din locuitorii provinciei locuiesc în orașe, Varșovia fiind centrul celui mai mare conurbație în Polonia. Alte orașe mari sunt Radom, Płock, Siedlce, Ostrołęka și Pruszków.

## Dialectul mazovian
Limba mazoviană a existat ca dialect separat până în secolul al XX-lea.

## Turism
Parcul Național Kampinos este unul dintre cele mai mari parcuri naționale din Polonia și este popular printre turiști fac excursii de o zi de la Varșovia printre pădurile parcului, dunele de nisip, și mlaștini. Principalul centru cultural al provinciei, și, alături de Cracovia, în toată Polonia, este Varșovia, care găzduiește zeci de teatre, Filarmonica Națională, Opera Națională, Biblioteca Națională și Muzeul Național.
Varșovia are multe clădiri istorice magnifice și monumente, inclusiv cele din Orașul Vechi (fondată la începutul secolului al XIV-lea), și Orașul Nou (început în secolul al XV-lea), ambii au fost aproape complet distruși în timpul celui de-[[al Doilea Război Mondial, dar au fost meticulos restaurate și au fost incluse în patrimoniul mondial UNESCO în 1980.
Monumente istorice includ conacul în Żelazowa Wola unde s-a născut compozitorul Frédéric Chopin care astăzi conține Muzeul Chopin. Płock, odată sediul principilor mazoviene, este de remarcat pentru catedrala sa renascentistă.

## Orașe importante

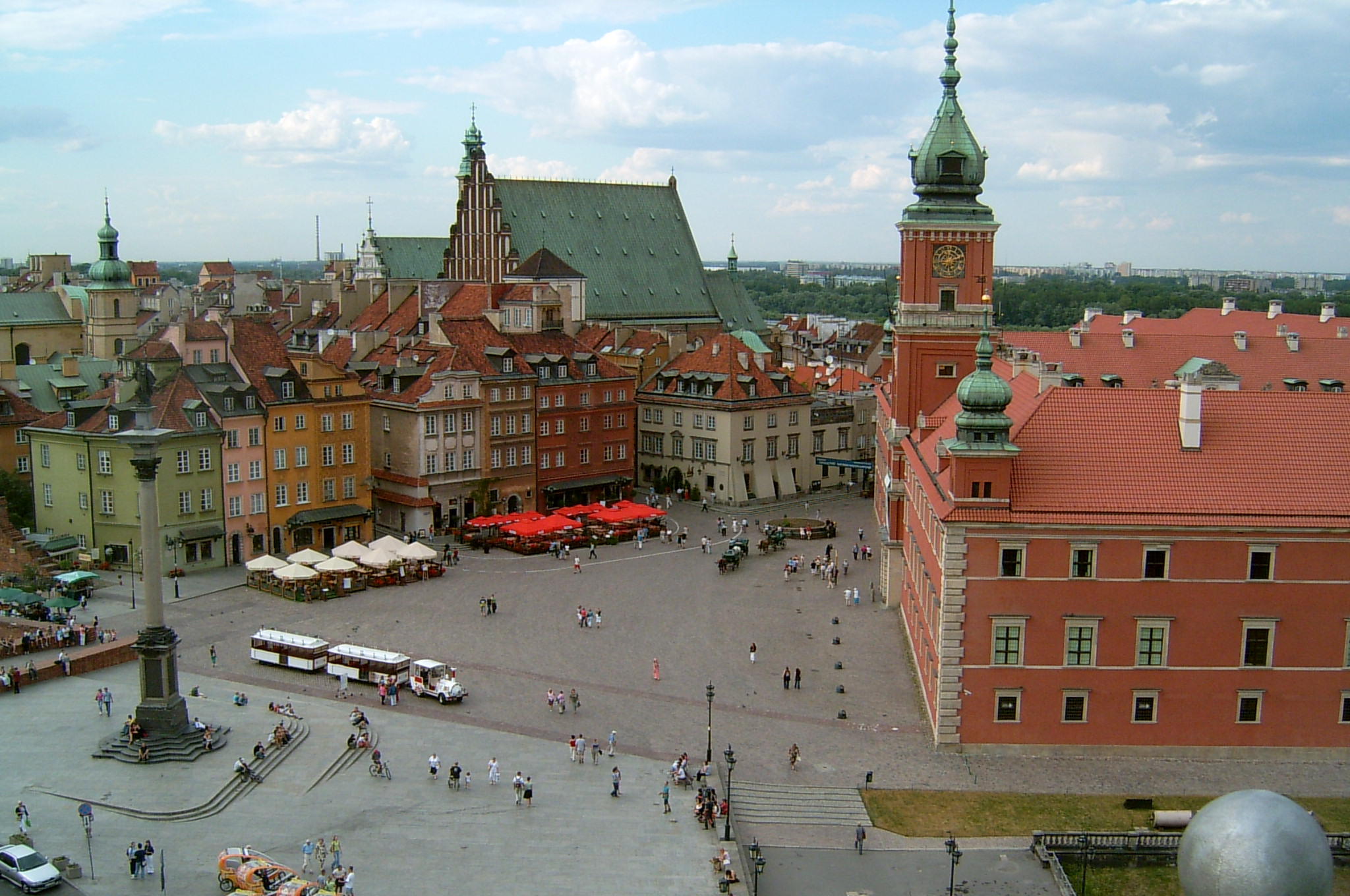
Varșovia orașul vechi

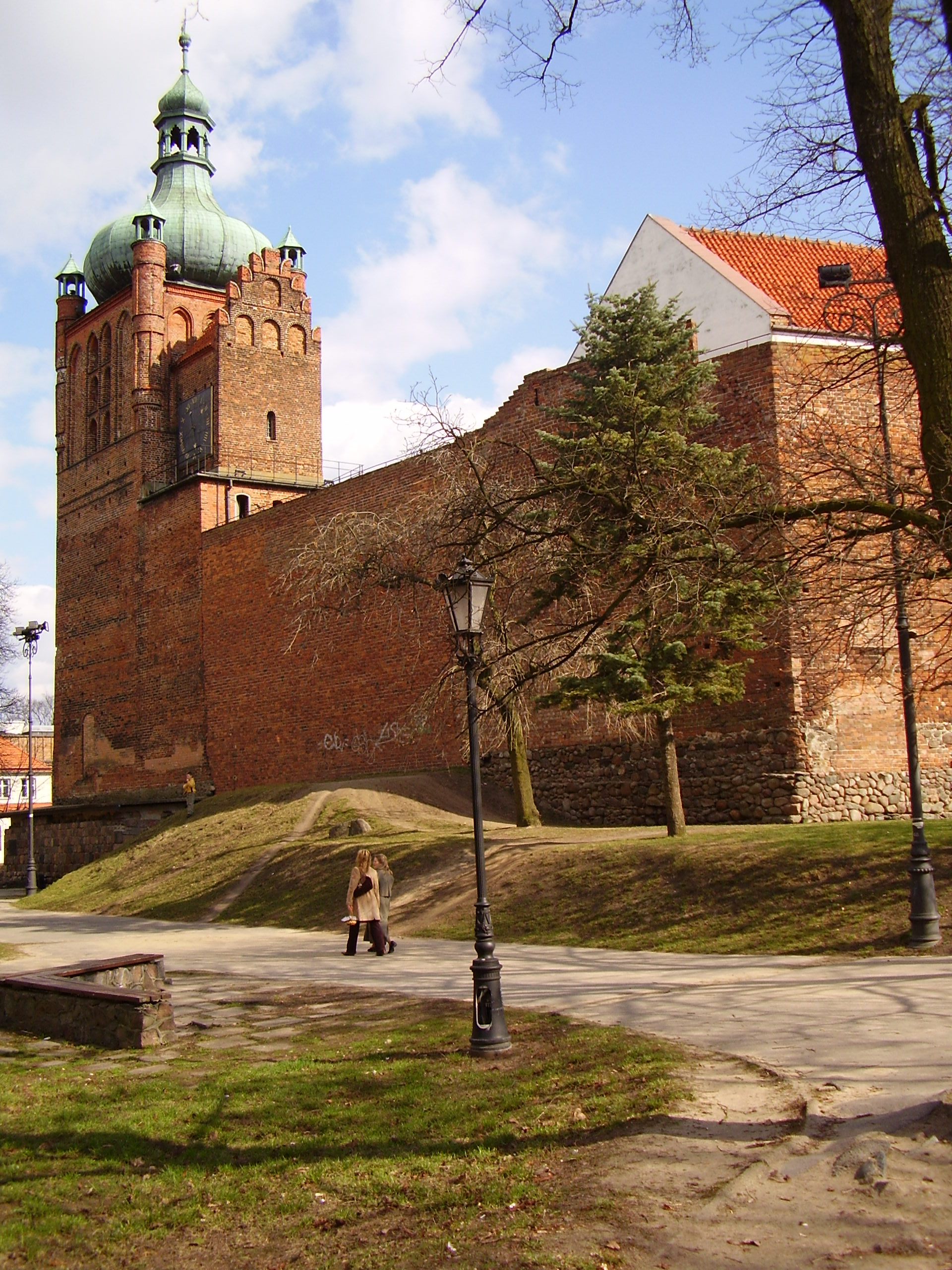
Castel de duce mazovian în Płock

|     | Oraș             | Populație (2014) | Voievodatul (1700) | Voievodatul (2014) |
| --- | ---------------- | ---------------- | ------------------ | ------------------ |
| 1.  | Varșovia         | 1 729 119        | Mazovia            | Mazovia            |
| 2.  | Płock            | 122 572          | Płock              | Mazovia            |
| 3.  | Łomża            | 62 716           | Mazovia            | Podlasia           |
| 4.  | Pruszków         | 59 796           | Mazovia            | Mazovia            |
| 5.  | Legionowo        | 54 246           | Mazovia            | Mazovia            |
| 6.  | Ostrołęka        | 52 792           | Mazovia            | Mazovia            |
| 7.  | Skierniewice     | 48 693           | Rawa               | Łódź               |
| 8.  | Piaseczno        | 45 270           | Mazovia            | Mazovia            |
| 9.  | Otwock           | 45 073           | Mazovia            | Mazovia            |
| 10. | Ciechanów        | 44 673           | Mazovia            | Mazovia            |
| 11. | Żyrardów         | 41 056           | Rawa               | Mazovia            |
| 12. | Mińsk Mazowiecki | 40 028           | Mazovia            | Mazovia            |
| 13. | Wołomin          | 37 418           | Mazovia            | Mazovia            |
| 14. | Sochaczew        | 37 333           | Rawa               | Mazovia            |
| 15. | Ząbki            | 32 376           | Mazovia            | Mazovia            |

## Galerie

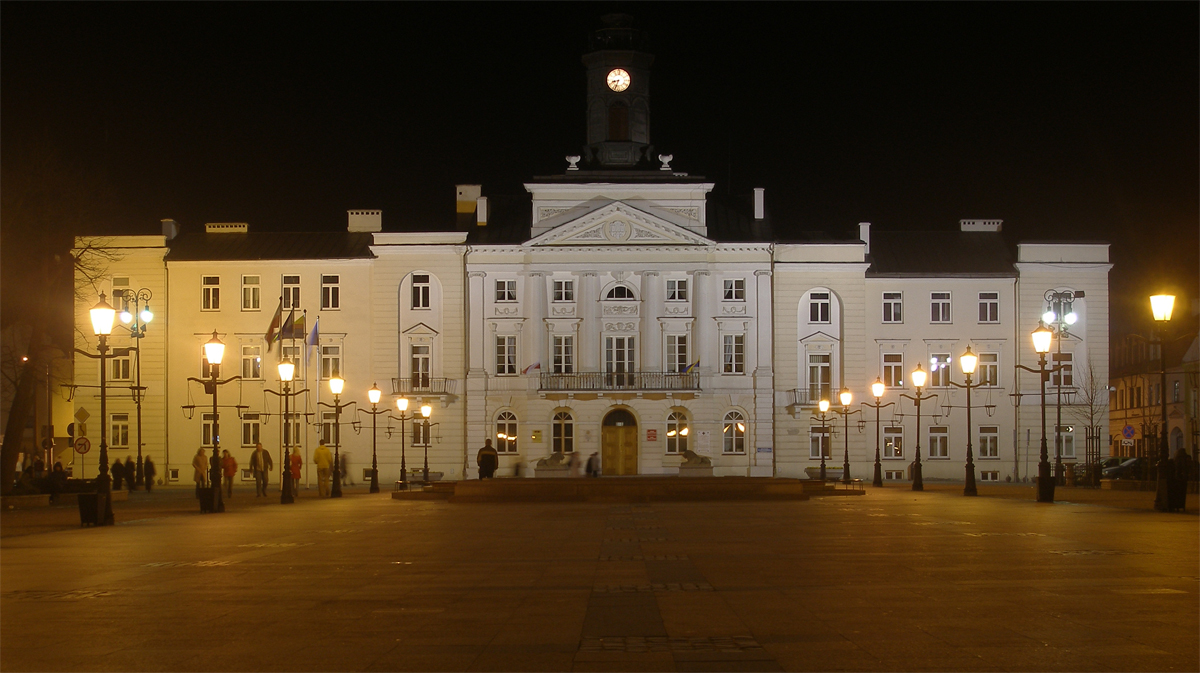
Primăria din Płock
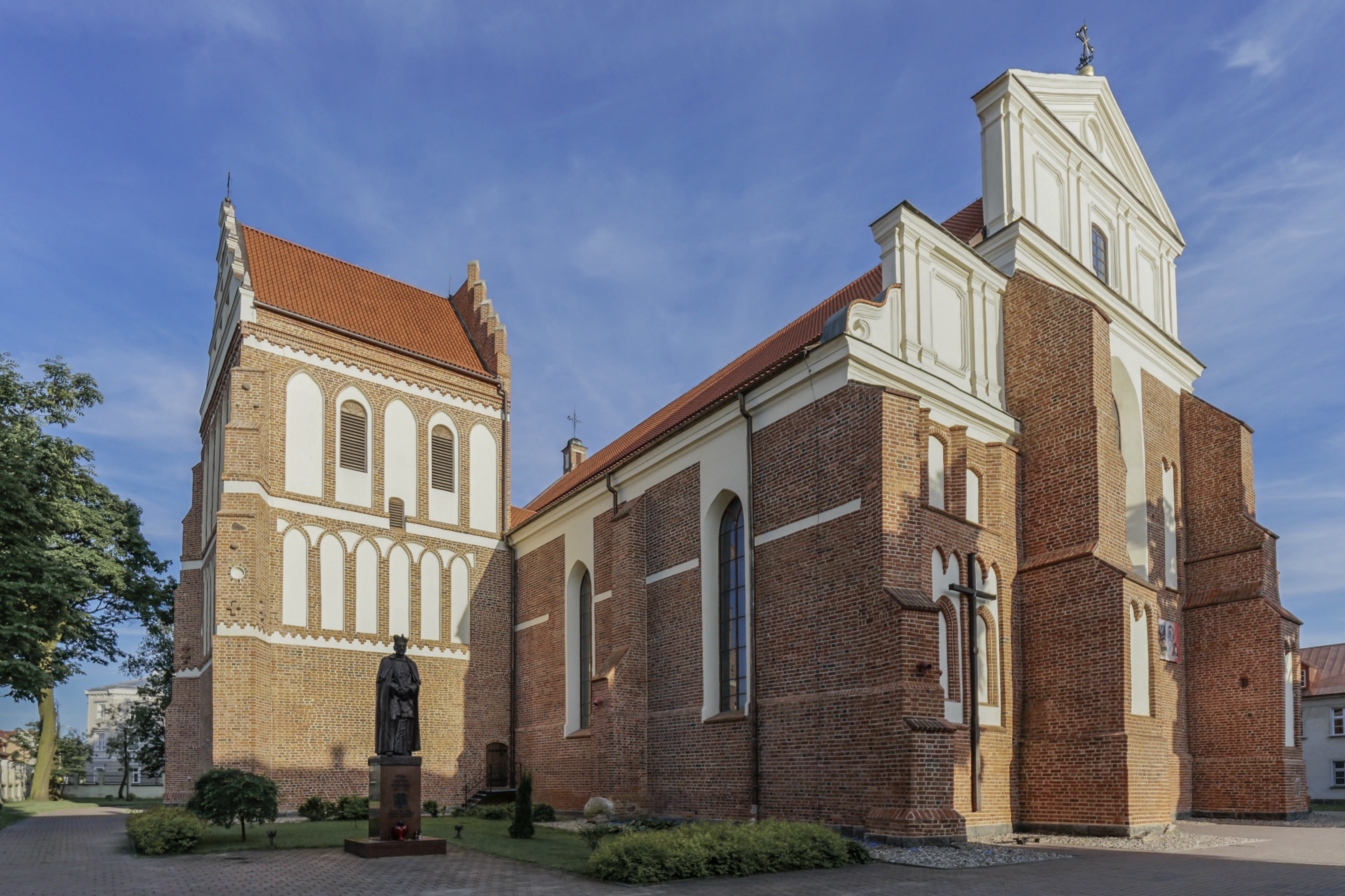
Catedrală Catolică în Łomża
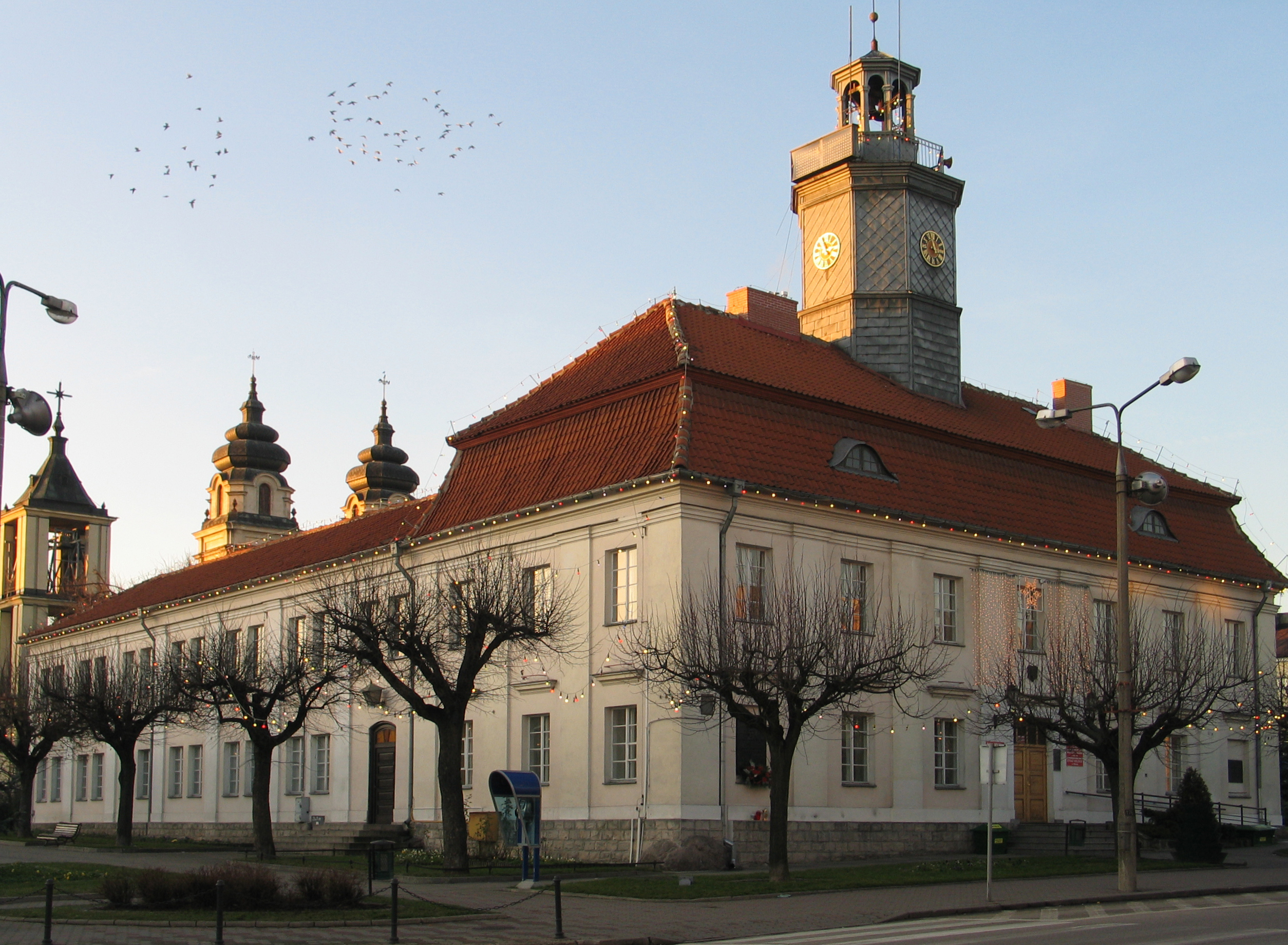
Mława Piaţa veche
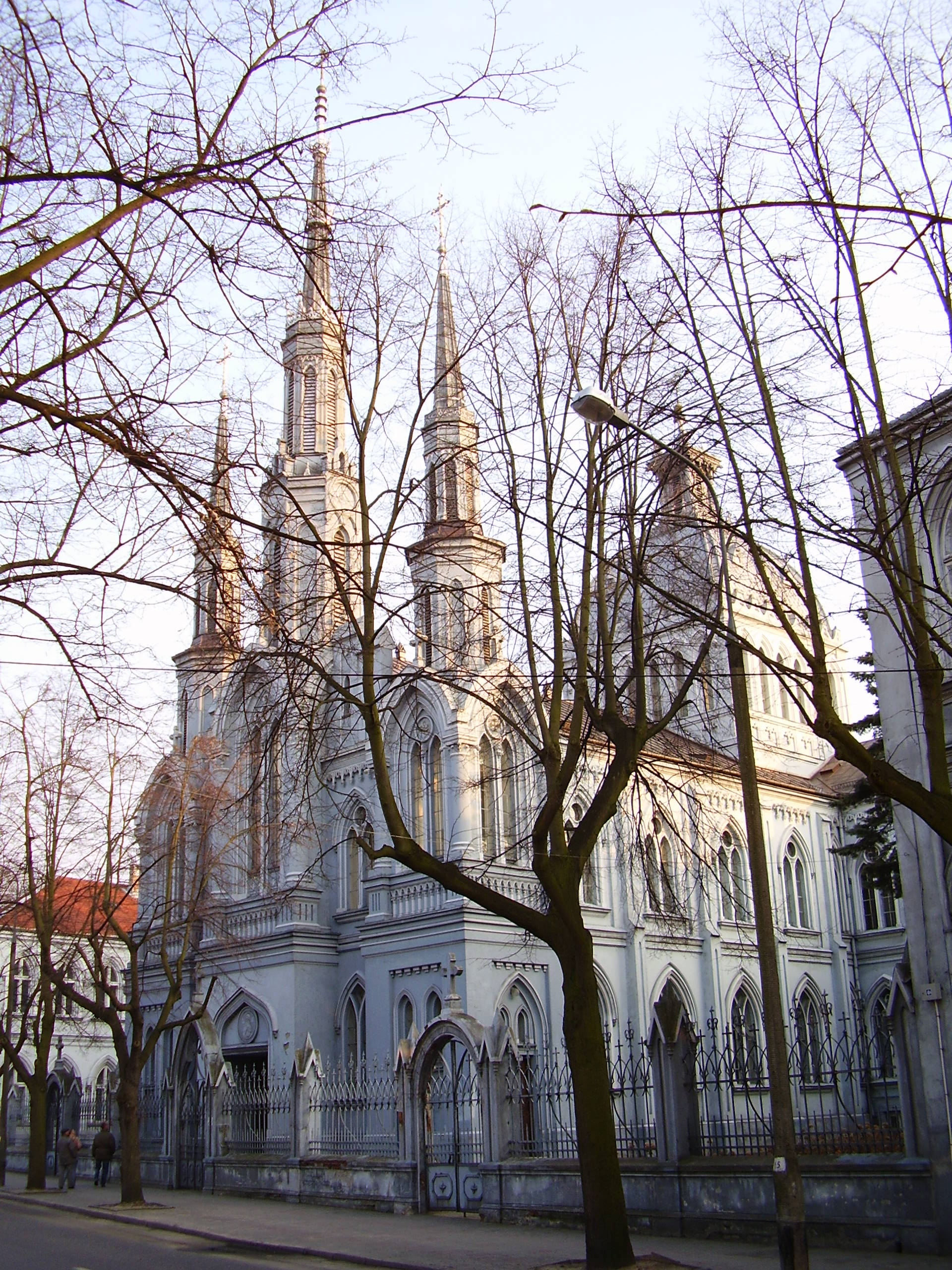
Biserică în Płock
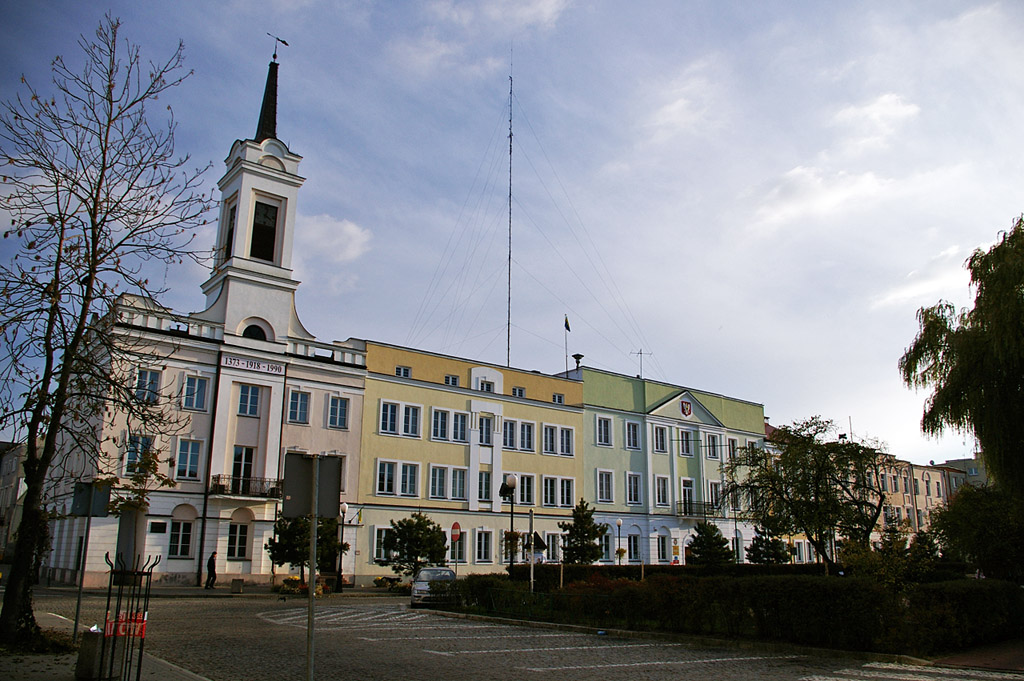
Primăria Ostrołęka
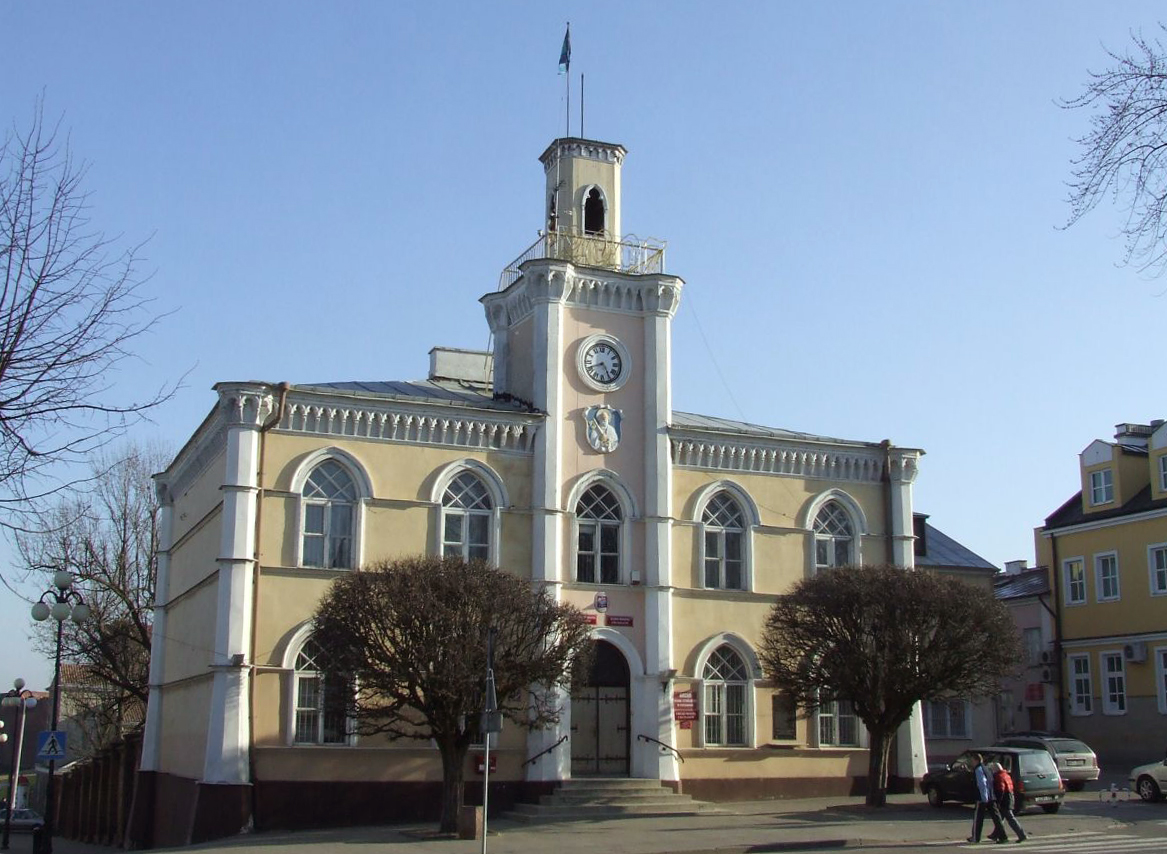
Primăria Ciechanów
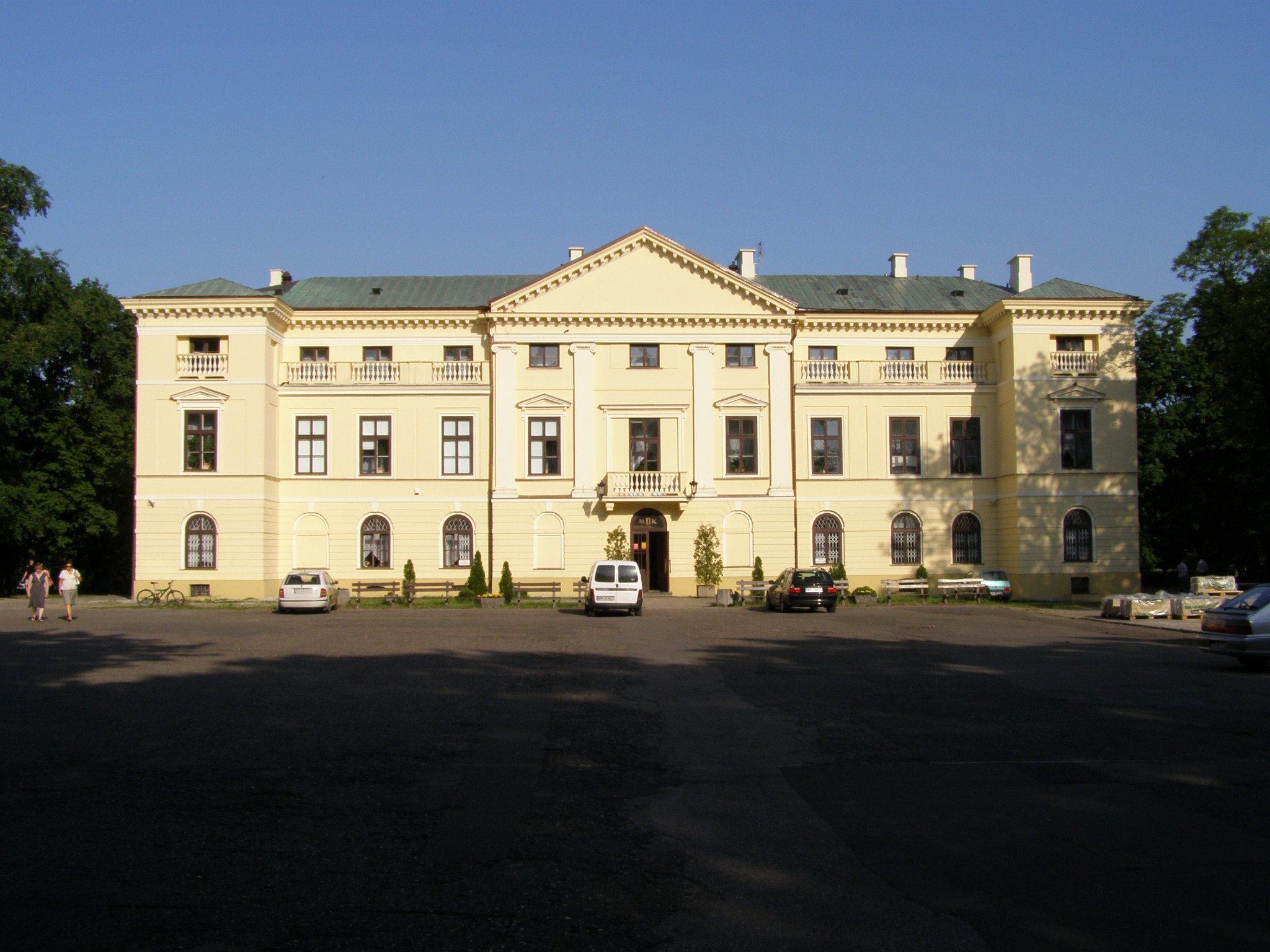
Palatul Mińsk Mazowiecki
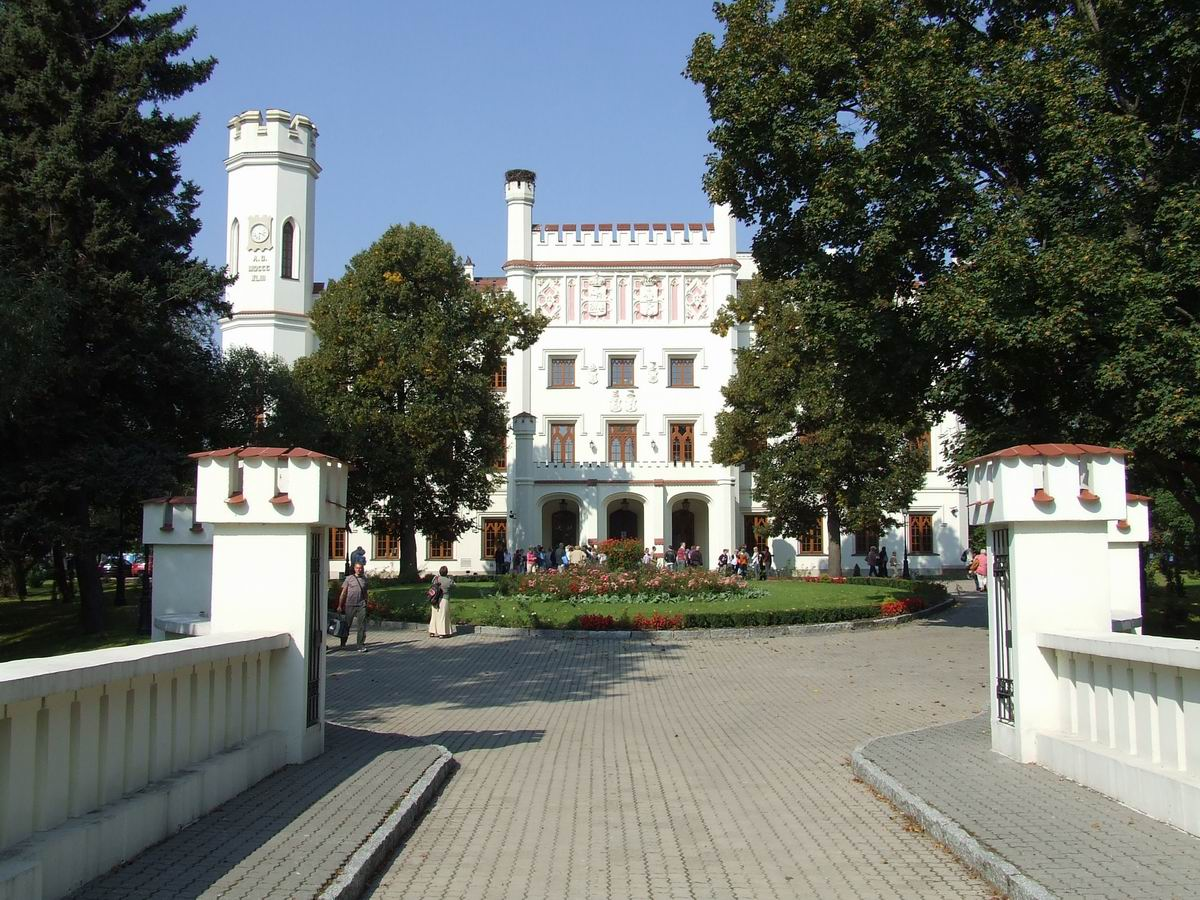
Palatul Starawieś
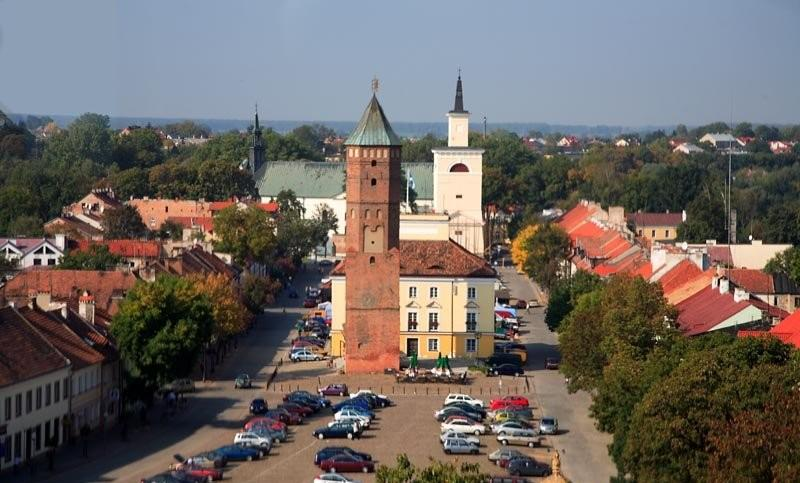
Primăria Pułtusk